# Titus Labienus
a nu se confunda cu Quintus Labienus sau cu istoricul Titus Labienus.
Titus Atius Labienus (n. cca. 100 î.Hr. - 17 martie 45 î.Hr.) a fost un soldat roman profesionist în Republica romană târzie. El a servit ca Tribun al plebei în 63 î.Hr.. Este amintit ca unul dintre locotenenții lui Iulius Cezar, menționat frecvent în campaniile sale militare. El a fost tatăl lui Quintus Labienus.
Înainte ca Cezar să ocupe Roma cu legiunile sale, Labienus a fost lăsat la comandă în Galia și s-a alăturat lui Pompei. El a fost salutat din tot sufletul de tabăra lui Pompei, deoarece a adus 3700 cavaleri galici și germani cu el. A murit în timpul Războiului civil roman al lui Cezar în anul 45 î.Hr. în Bătălia de la Munda.